# Bouhjar
Bouhjar  (arabe : بوحجر) est une ville littorale du Sahel tunisien située à proximité immédiate de Ksibet el-Médiouni, à une dizaine de kilomètres au sud de Monastir. Elle fait partie de la délégation de Sayada-Lamta-Bou Hajar dont le siège est à Sayada.
Rattachée au gouvernorat de Monastir, elle constitue une municipalité comptant 6 137 habitants en 2014.
Située au cœur du Sahel tunisien, l'histoire de la ville remonte à l'époque romaine vu sa proximité avec la ville de Lamta (ancienne Leptis Minor). Des mosaïques ont ainsi été retrouvées dans les champs d'oliviers entourant la ville.
Aujourd'hui, Bouhjar est devenue une ville industrielle essentiellement tournée vers l'industrie textile.
Bouhjar est aussi la ville natale de Mohamed Sayah.